# Karl-Liebknecht-Medaille
Die Karl-Liebknecht-Medaille war eine staatliche Auszeichnung  der Deutschen Demokratischen Republik (DDR), welche in Form einer tragbaren Medaille verliehen wurde.

## Geschichte
Die Medaille wurde am 18. Juni 1970 in einer Stufe gestiftet. Sie konnte an Lehrlinge verliehen werden, die bei ihrer Berufsausbildung im Rahmen des sozialistischen Berufswettbewerbs ständige Höchstleistungen vollbracht hatten, ferner auch über einen festen Klassenstandpunkt der Arbeiterklasse verfügten und sich somit zu einer sozialistischen Facharbeiterpersönlichkeit entwickelt hatten. Die Verleihung der Medaille erfolgte jedoch nur zum erfolgreichen Abschluss der Berufsausbildung, meist bei der Überreichung des Facharbeiterzeugnisses. Allerdings war die Verleihungszahl auf 400 pro Jahr begrenzt, ab 1978 dann auf 800.

## Aussehen und Tragweise
Die vergoldete Medaille mit einem Durchmesser von 32 mm zeigt auf ihrem Avers
das vom Betrachter aus gesehene links blickende Porträt Karl Liebknechts mit dem unter ihm leicht rechts verschobenen Namenszug: KARL LIEBKNECHT. Das Revers der Medaille zeigt dagegen das Staatswappen der DDR, umgeben von der Umschrift: FÜR AUSGEZEICHNETE LEISTUNGEN IM SOZIALISTISCHEN BERUFSWETTBEWERB. Getragen wurde die Medaille an einer 24 × 15 mm großen, blau emaillierten Spange, in deren Mitte ein 4 mm breiter, rot emaillierter, waagerecht gehaltener Balken mitgeprägt ist, der sich zur Mitte hin in dem Symbol des Berufswettbewerbs vereint: Hammer, Zirkel und ein aufgeschlagenes Buch, das zwei nach oben gebogene Ähren teilweise bedeckt. Ab 1975 war die Spange, die übrigens an der linken oberen Brustseite getragen wurde, dann nicht mehr emailliert, sondern lackiert.